# أورام العين
أورام العين هي جميع الأورام المتعلقة بالعين وأربطتها، ويمكن أن تصيب أياً من أجزاء العين. تحتاج إلى علاج متخصص من قبل طبيب عيون مختص بعلاج أورام العين.

## الموقع والمنشأ
قد تكون أورام العين أولية، أي تنشأ من أنسجة العين نفسها، أو ثانوية، (أي نقائل لورم خبيث في مكان آخر من الجسم). أكثر أنواع السرطانات الخبيثة التي قد تنتقل إلى العين، هما سرطان الرئة وسرطان الثدي. السرطانات الأخرى الأقل أهمية ولكنها قد تنتشر نحو العين هي سرطان الغدة الدرقية وسرطان الكلى وسرطان البروستات.

## أنواعها

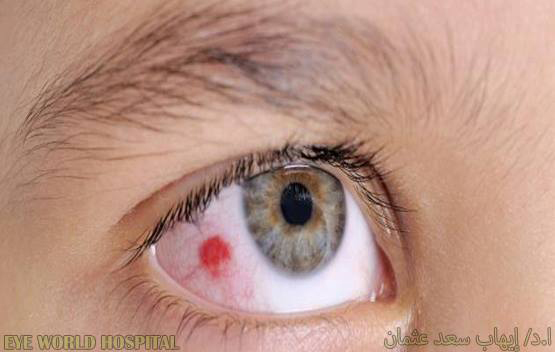
ورم العين

إن أورام العين تنقسم إلى أورام حميدة وخبيثة، وهي موزعة من حيث مكان وجودها كالآتي:
- أورام الجفن.
- اورام الملتحمة.
- أورام الشبكية.
- أورام محجر العين.

### أورام الجفن

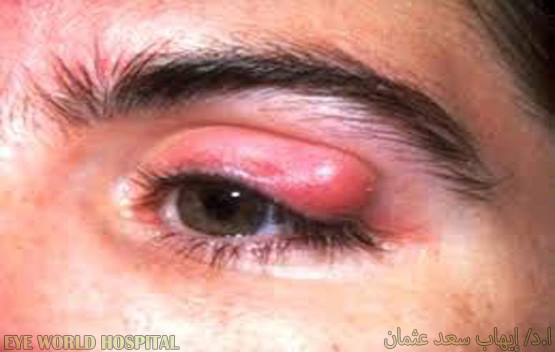
ورم الجفن

إن أورام الجفن الخبيثة تظهر عادة على شكل قرحة في الجفن، تتسع مع الوقت وتنزل الدم عند الاحتكاك فيها كما تتميز بفقدان الرموش من جذورها في حواف الجفن. إن خيارات العلاج هي الاستئصال الجراحي مع هامش أمان بحيث يتم إستئصال الورم مع حواف سليمة حوالي 4 ملم بحيث يتم الاطمئنان بأنه تم إستئصال الورم كاملا ثم يتم ترميم الجفن بطريقه تجميلية. إن خيارات العلاج الأخرى هي العلاج بالتثليج أو استعمال الأشعة العلاجية.